# Carter Ham
Carter Ham (nascido em 16 de fevereiro de 1952 em Portland , Oregon) é um general aposentado estadunidense. Durante sua carreira ele comandou o AFRICOM e a Operação Amanhecer da Odisseia na Líbia de 2011.